# امیلی تننت
امیلی تننت (انگلیسی: Emily Tennant؛ زادهٔ ۹ اوت ۱۹۹۰) یک هنرپیشه اهل کانادا است. وی از سال ۲۰۰۰ میلادی تاکنون مشغول فعالیت بوده‌است. 
از فیلم‌هایی که وی در آن‌ها نقش داشته است، می‌توان به فرانکی و آلیس، راه شریران اشاره نمود.